# Олейниково (Астраханська область)
Олейниково (рос. Олейниково) — селище у Лиманському районі Астраханської області Російської Федерації.
Населення становить 33 особи. Входить до складу муніципального утворення Промисловська сільрада.

## Історія
Населений пункт розташований на території українського етнічного та культурного краю Жовтий Клин. Від 1943 року належить до Лиманського району, у 1963-1965 роках — Ікрянинського району.
Згідно із законом від 6 серпня 2004 року органом місцевого самоврядування є Промисловська сільрада.

## Населення
| 2002 | 2010 | 2011 |
| ---- | ---- | ---- |
| 68   | ↘26  | ↗33  |